# Theodor Ludwig Wilhelm Bischoff
Pour les articles homonymes, voir Bischoff.
Theodor Ludwig Wilhelm Bischoff est un biologiste et un anatomiste allemand, né le 28 octobre 1807 à Hanovre et mort le 5 décembre 1882.

## Biographie
Theodor Bischoff étudie particulièrement l’embryologie. Il enseigne l’anatomie à l’université de Heidelberg, la physiologie à l’université de Giessen puis les deux disciplines à l’université de Munich.
Il devient membre étranger de la Royal Society en 1868.